# Lidia Kavina
Lidia Yevguénievna Kavina (en ruso Лидия Евгеньевна Кавина;Moscú, 8 de septiembre de 1967) es una intérprete de theremín rusa.

## Carrera
Nieta del primer primo de Léon Theremin, el antropólogo y primatólogo soviético Mikhail Nesturkh, Kavina nació en Moscú y comenzó a estudiar el instrumento bajo la dirección de Léon Theremin cuando tenía nueve años. Cinco años más tarde dio su primer concierto de theremín, que marcó el comienzo de una carrera musical que hasta ahora ha llevado a más de 1000 representaciones de teatro, radio y televisión en todo el mundo.
Kavina ha actuado como solista en lugares tan prestigiosos como el Bolshoi Zal (Gran Salón) del Conservatorio de Moscú, el Centro Internacional de Arte de Moscú con la Filarmónica Nacional de Rusia bajo Vladimir Spivakov y el Palacio Bellevue en Berlín, la residencia del presidente alemán. También ha actuado en importantes festivales, incluyendo Caramoor con la Orquesta St. Luke's, el Lincoln Center Festival de Nueva York, el Holland Music Festival, el Martinu Festival, el Electronic Music Festival en Burge y el Moscow "Avantgarde".
Kavina realiza la mayor parte del repertorio de theremín clásico, incluidas las obras populares para theremín de Bohuslav Martinů, Joseph Schillinger y Spellbound de Miklos Rozsa, así como Equatorial de Edgard Varèse y Testament de Nicolas Obouchov.

## Discografía

### Solista
- Music from the Ether, Mode records, 1999
- Concerto per Theremin. Live in Italy, Teleura, 2000
- Touch! Don't Touch! – Music for Theremin with Barbara Buchholz, Wergo, 2006
- Spellbound!, Mode records, 2008

### Colaboraciones
- Music for Films III Music by Brian Eno, Opal Records, 1988
- Ed Wood: Original Soundtrack Recording Music by Howard Shore, Hollywood Records, 1994
- eXistenZ, Soundtrack Music by Howard Shore, RCA Victor, 1999
- Black Black Magic Music by Messer Chups, Solnze Records, 2002
- Crazy Price Music by Messer Chups, Solnze Records, 2003
- Vamp Babes , Upgrade Version Music by Messer Chups, Solnze Records, 2004
- Baehlamms Fest Music by Olga Neuwirth, Kairos, 2003
- The Machinist, Soundtrack Music by Roque Baños, Melodramma Records, 2005